# فرودگاه بارتن لیک رنچ
فرودگاه بارتن لیک رنچ (به انگلیسی: Barton Lake Ranch Airport) یک فرودگاه خصوصی است که یک باند فرود شن دارد و طول باند آن ۶۷۰ متر است. این فرودگاه در کشور ایالات متحده آمریکا قرار دارد و در ارتفاع ۱۲۶۷ متری از سطح دریا واقع شده‌است.